# Lista de gentílicos de Roraima
Esta é uma lista de gentílicos referentes a municípios do estado brasileiro de Roraima, cujos nativos ou moradores são chamados genericamente de roraimenses. A capital do estado, Boa Vista, está em destaque. 
Sobre gentílicos em geral, cumpre destacar as normas ortográficas em vigor desde o Formulário Ortográfico de 1943, que diz, em seu item 42:
Os topônimos de tradição histórica secular não sofrem alteração alguma na sua grafia, quando já esteja consagrada pelo consenso diuturno dos brasileiros. Sirva de exemplo o topônimo "Bahia", que conservará esta forma quando se aplicar em referência ao Estado e à cidade que têm esse nome. Observação: os compostos e derivados desses topônimos obedecerão às normas gerais do vocabulário comum.— Academia Brasileira de Letras

## Gentílicos dos municípios roraimenses
- Alto Alegre – alto-alegrense
- Amajari – amajariense
- Boa Vista – boa-vistense
- Bonfim – bonfinense
- Cantá – cantaense
- Caracaraí – caracaraiense
- Caroebe – caroebense
- Iracema – iracemense
- Mucajaí – mucajaiense
- Normandia – normandiense
- Pacaraima – pacaraimense
- Rorainópolis – rorainopolitano
- São João da Baliza – baliziense
- São Luiz – são-luizense
- Uiramutã – uiramutense